# Day Tripper
«Day Tripper» es una canción del grupo británico de rock The Beatles  compuesta por John Lennon principalmente y acreditada a Lennon-McCartney en conjunto. Fue lanzada como el primer sencillo de doble cara A de su carrera junto a "We Can Work It Out". Ambas canciones fueron grabadas durante las sesiones del Rubber Soul en 1965, sin embargo ninguna de las dos figuró en el álbum.
A pesar de su éxito, la canción nunca se incluyó en un álbum de estudio oficial de la banda. Sólo apareció en  recopilatorios tan diversos como A Collection of Beatles Oldies (1966), 20 Greatest Hits (1982), Past Masters 2 (1988) o 1  (2000).

## Letra y música
"Day Tripper" se escribió por la necesidad de lanzar un sencillo para la Navidad de 1965. La música, incluido el riff, fue compuesta por John Lennon, así como la mayoría de la letra, aunque Paul McCartney también aportó algunos versos.
El subtexto de la letra incluye referencias a situaciones cotidianas de la vida nocturna de la prostitución  siendo una de las primeras canciones de la música popular del siglo XX en abordar el tema, considerado como "tabú". 
En una rueda de prensa un periodista citaba una crítica hecha en la revista Time y cuestionaba a John Lennon y a Paul McCartney por escribir letras sobre prostitución en el caso de Day Tripper y sobre lesbianas en el caso de Norwegian Wood (This Bird Has Flown) a lo que Paul McCartney respondió:
"¿Por qué? Porque quisimos, simplemente quisimos hacer canciones sobre prostitutas y lesbianas"

## Grabación
"Day Tripper" fue grabada el 16 de octubre de 1965, tres días después de grabar "Drive My Car". Paul decía que durante esos días se grabaron las canciones más divertidas y llenas de bromas en las sesiones del Rubber Soul. La pegadiza línea de guitarra se ha transformado en todo un clásico. Entre los elementos característicos de la grabación se encuentra la batería de Ringo Starr en el canal izquierdo y la pandereta, alta en el derecho, que proporcionan un ritmo adecuado al rock. Esto se suma al destacado trabajo de McCartney en el bajo y el  papel, tanto de Lennon como de Harrison, en las guitarras. La Edición demuestra las limitaciones de la grabación de cuatro pistas, sobre todo en grabaciones de un solo día, y hay dos "pinchazos" claramente audibles. El primero se produce a 1:50 de la canción, y el segundo a 2:32. Las dos voces y la pandereta se cortan ligeramente, seguramente en un intento de liberar la pista para que otro instrumento u otra voz se grabaran. 
"Day Tripper" estaba diseñada para ser la canción de Navidad del 65´ hasta que apareció "We Can Work It Out" en escena. La discusión sobre qué canción debería ser el correspondiente sencillo de Navidad se resolvió mediante el lanzamiento del primer sencillo de doble cara A en la historia de Los Beatles.
Cabe destacar que la canción fue versionada por la banda The Jimi Hendrix Experience y Whitesnake

## Personal
- John Lennon — voz principal y coros, guitarra rítmica (Rickenbacker 325c64).
- Paul McCartney — voz principal y coros, bajo (Rickenbacker 4001s).
- George Harrison — guitarra principal (Epiphone Casino).
- Ringo Starr — batería (Ludwig Super Classic) y pandereta.

## Posición en las listas
| Año  | País           | Lista               | Canción                            | Posición | Semanas N.º 1 | Semanas en lista |
| ---- | -------------- | ------------------- | ---------------------------------- | -------- | ------------- | ---------------- |
| 1965 | Reino Unido    | Record Retailer     | «Day Tripper»/«We Can Work It Out» | 1        | 5             | 12               |
| 1965 | Reino Unido    | New Musical Express | «Day Tripper»/«We Can Work It Out» | 1        | 4             |                  |
| 1965 | Reino Unido    | Melody Maker        | «We Can Work It Out»/«Day Tripper» | 1        | 4             | 11               |
| 1965 | Estados Unidos | Billboard Hot 100   | «Day Tripper»                      | 5        | —             | 10               |
| 1965 | Estados Unidos | Record World        | «Day Tripper»                      | 12       | —             |                  |
| 1965 | Estados Unidos | Cash Box            | «Day Tripper»                      | 10       | —             |                  |